# Sandhorst
Sandhorst ist ein Stadtteil der Kreisstadt Aurich im Landkreis Aurich in Ostfriesland, Niedersachsen.

## Geografie
Der Ortsteil Sandhorst liegt nördlich des Stadtkerns. Angrenzende Stadtteile sind Tannenhausen, Dietrichsfeld, Plaggenburg, Wallinghausen, Aurich und Walle.

## Geschichte
Die ehemals selbstständige Gemeinde Sandhorst besteht bereits seit mehreren hundert Jahren. Sie wurde am 1. Juli 1972 im Zuge der niedersächsischen Kommunalreform nach Aurich eingemeindet. Heute ist Sandhorst mit zirka 375 Menschen pro Quadratkilometer der nach der Kernstadt Aurich und dem Ortsteil Popens am dichtesten bevölkerte der 21 Ortsteile Aurichs. Auf einer Fläche von rund 10,8 Quadratkilometern leben etwa 4500 Einwohner.
Schloss Sandhorst wurde in den Jahren 1647/48 vom ostfriesischen Grafen Ulrich II. als Lustschloss für seine Frau Juliane von Hessen-Darmstadt errichtet. Anstelle des 1764 abgebrochenen Gebäudes entstand im 19. Jahrhundert eine Villa.

## Politik

### Ortsrat
Der Ortsrat, der den Auricher Ortsteil Sandhorst vertritt, setzt sich aus sieben Mitgliedern zusammen. Die Ratsmitglieder werden durch eine Kommunalwahl für jeweils fünf Jahre gewählt. Die aktuelle Amtszeit begann am 1. November 2021 und endet am 31. Oktober 2026.
Bei der Kommunalwahl 2021 ergab sich folgende Sitzverteilung:
| Ortsrat 2021Insgesamt 7 Sitze - SPD: 3 - Grüne: 1 - AWG: 1 - FDP: 1 - CDU: 1 |

Ortsbürgermeister ist Rolf-Werner Blesene (SPD).

## Kultur und Sehenswürdigkeiten
Touristisch bietet Sandhorst unter anderem ein großes Waldgebiet mit Kinderspielmöglichkeiten, einen Trimm-dich-Pfad und die 1908 erbaute Sandhorster Mühle. (Nord-)Westlich und östlich von Sandhorst sind ausgedehnte Moorgebiete zu finden, die allerdings – besonders im Osten – bereits seit Jahrzehnten kultiviert sind.

## Wirtschaft und Infrastruktur
Sandhorst und der im Norden angrenzende Ortsteil Tannenhausen verfügen über ein gemeinsames großes Gewerbegebiet. Dort befinden sich unter anderem Produktionsanlagen des Windenergieanlagen-Herstellers Enercon. Für die Auslieferung der Anlagen müssen die LKW die Stadt durchqueren, um zum Emder Hafen oder zu den Autobahnen A 31 und A 28 zu gelangen. Dies führte zu erheblichen Verkehrsproblemen. Deswegen ist 2008 ein bestehender Gleisanschluss reaktiviert worden, um Transporte von der Straße auf die Schiene zu verlagern.
Ein weiterer wichtiger Wirtschaftsfaktor war die Blücher-Kaserne, wo die 4. Division der Luftwaffe ihren Sitz hatte. Der Standort wurde im Rahmen der Neuausrichtung der Bundeswehr 2013 aufgegeben. In ihrem Umfeld wurden in den 1960er Jahren für die Familien der Soldaten Wohnungen in Sandhorst gebaut. In der Nähe befinden sich auch eine Kirche, Schulen und Kindergärten.

## Persönlichkeiten
- Anna Juliana von Kleinau, Frau/Madame/Gräfin von Sandhorst (1674–1727), Gemahlin des Fürsten Christian Eberhard von Ostfriesland und Herrin von Schloss Sandhorst
- Georg Albrecht (Ostfriesland) (1690–1734), Fürst, starb auf Schloss Sandhorst
- Wilhelm Dyckerhoff (1868–1956), Landrat, Besitzer des Gutes Sandhorst
- Heinz Antholz (1917–2011), Historiker, Musikpädagoge und Hochschullehrer, geboren in Sandhorst
- Ewald Christophers (1922–2003), deutscher Autor, ab 1959 Lehrer in Sandhorst
- Enno Vocke (1925–2018), Manager, geboren in Sandhorst
- Udo Steffens (* 1950), Ökonom und Hochschullehrer, geboren in Sandhorst
- Walther Graetsch (* 1953), deutscher Politiker (FDP), geboren in Sandhorst
- Hansa Czypionka (* 1958), deutscher Schauspieler, geboren in Sandhorst